# Druivenkoers 2003
La Druivenkoers 2003, quarantatreesima edizione della corsa, si svolse il 26 agosto 2003 su un percorso di 195 km, con partenza e arrivo a Overijse. Fu vinta dall'olandese Matthé Pronk della Bankgiroloterij Cycling Team davanti al suo connazionale Bert Hiemstra e al belga Christophe Brandt.

## Ordine d'arrivo (Top 10)
| Pos. | Corridore         | Squadra                      | Tempo    |
| ---- | ----------------- | ---------------------------- | -------- |
| 1    | Matthé Pronk      | Bankgiroloterij Cycling Team | 4h51'00" |
| 2    | Bert Hiemstra     | Bankgiroloterij Cycling Team | s.t.     |
| 3    | Christophe Brandt | Lotto-Domo                   | a 20"    |
| 4    | Cédric Vasseur    | Cofidis                      | a 28"    |
| 5    | Dave Bruylandts   | Marlux-Wincor Nixdorf        | s.t.     |
| 6    | Lars Bak          | Team Fakta                   | a 2'26"  |
| 7    | Michel Vanhaecke  | Palmans-Collstrop            | a 3'04"  |
| 8    | Kevin Van Impe    | Lotto-Domo                   | a 3'38"  |
| 9    | Geert Omloop      | Palmans-Collstrop            | s.t.     |
| 10   | Hans de Clercq    | Lotto-Domo                   | s.t.     |